# Johannes und Eduard Kutrowatz

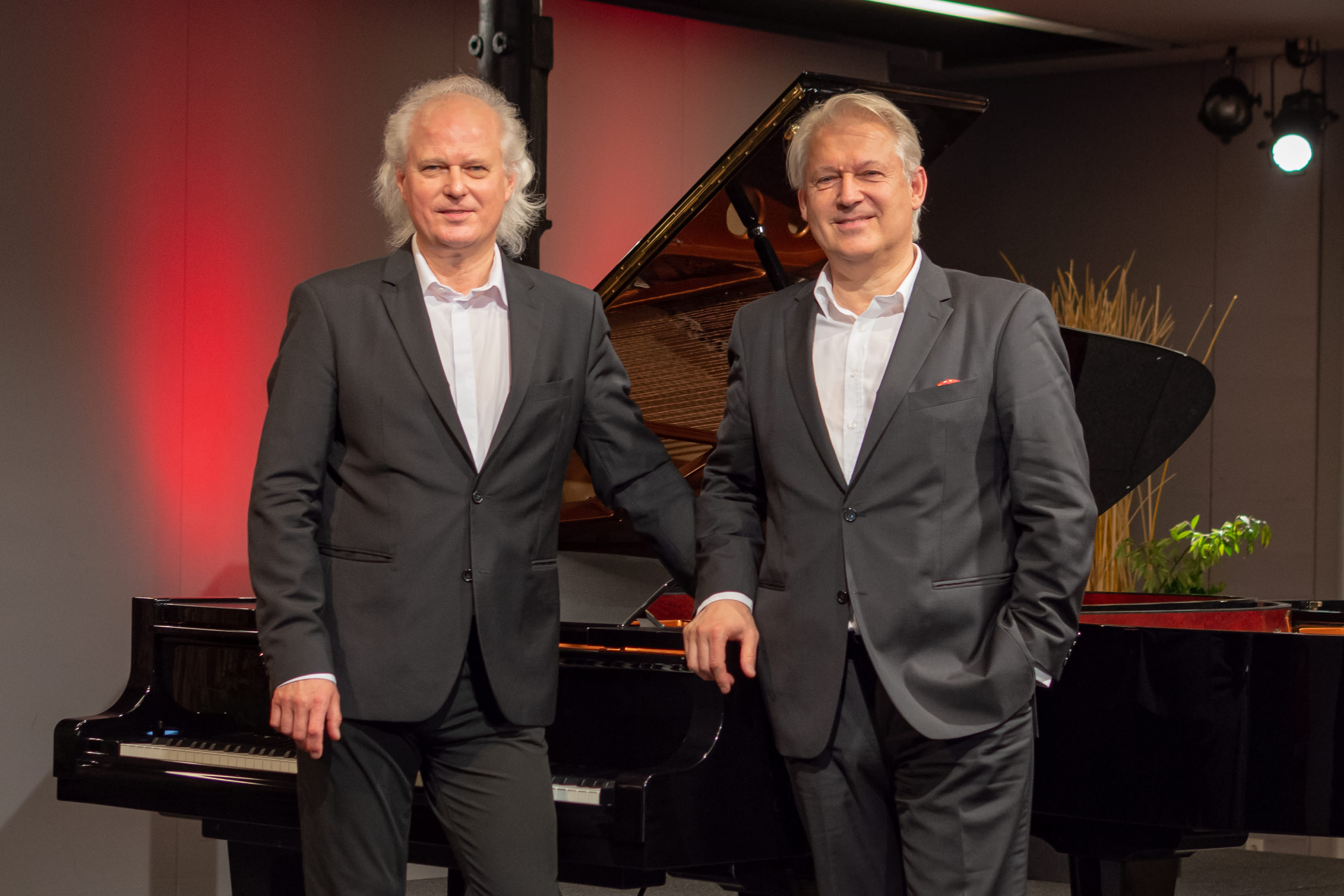
Johannes und Eduard Kutrowatz in der Kulturfabrik Hainburg, 2019

Eduard und Johannes Kutrowatz bilden ein österreichisches, international tätiges Klavierduo. Beide lehren an der Universität für Musik und darstellende Kunst in Wien sowie im Rahmen einer Gastprofessur in Tokyo/Japan. Eduard Kutrowatz ist auch als Komponist, Johannes Kutrowatz als Dirigent tätig. Ihre Konzertreisen als Klavierduo, Kammermusikpartner, Solisten, Liedbegleiter und Dirigenten führten um die ganze Welt.

## Lebenslauf
Die Brüder Eduard Kutrowatz (* 6. März 1963) und Johannes Kutrowatz (* 21. März 1962) wurden in Rohrbach bei Mattersburg geboren und maturierten am Bundesgymnasium und Bundesrealgymnasium Mattersburg. Sie studierten zunächst am Joseph-Haydn-Konservatorium des Landes Burgenland in Eisenstadt Klavier bei Uwe Wolff, dann an der Universität für Musik und darstellende Kunst Wien. Johannes studierte neben Klavier auch Klarinette bei Peter Schmidl und Dirigieren bei Karl Österreicher, Eduard Schlaginstrumente bei Richard Hochrainer und Walter Veigl. Den Anstoß zur Beschäftigung mit der Originalliteratur für Klavier zu vier Händen und für zwei Klaviere gab ihre dortige gemeinsame Lehrerin Renate Kramer-Preisenhammer.
Wichtige Impulse für ihre künstlerische Arbeit als Klavierduo bekamen die beiden Brüder bei Meisterkursen in Freiburg von Karl Ulrich Schnabel und in Lockenhaus von Franz Rupp, einem Klavierpartner des Geigers Fritz Kreisler.
Die Opernsängerin Miriam Kutrowatz (* 1997) ist die Tochter von Eduard Kutrowatz.

## Auszeichnungen
Sie erlangten im italienischen Stresa den 1. Preis in der Sparte Klavierduo. Es folgten zahlreiche Auszeichnungen und Ehrungen, so unter anderem für beide Brüder der Kulturförderungspreis des Landes Burgenland, der Musikpreis der Burgenland-Stiftung Theodor Kery, das Große Goldene Ehrenzeichen und das Komturkreuz des Landes
Burgenland. Sie erhielten den Europapreis EUROPAN sowie den Franz-Liszt-Ehrenpreis der Klassik Stiftung Weimar/Deutschland. Johannes Kutrowatz war darüber hinaus Preisträger des internationalen Schubert-Wettbewerbes in Graz und erhielt ein Bösendorferstipendium.
- 2024: BVZ-Martini-Preis in der Kategorie Kultur[8]
- 2025: Bayreuth-Medaille in Silber[9][10]

## CD-Produktionen
CD-Produktionen mit Werken von Schubert, Brahms,  Strauss, Liszt, Gershwin, Bernstein, Piazzolla, Takács und Sakamoto sind bei Organum Classics erschienen. Ebenso entstanden CD-Produktionen mit Werken von Bach, Pärt, Brubeck und Eduard Kutrowatz.

## Festivals
Von 2001 bis 2015 waren Johannes und Eduard Kutrowatz Intendanten beim alljährlich auf der Burg Schlaining stattfindenden internationalen Kammermusikfestival „klangfruehling“. Seit 2007 ist Johannes Kutrowatz künstlerischer Leiter des Festivals Yamanakako-Klangsommer in Japan. Seit 2009 sind Johannes und Eduard Kutrowatz Intendanten des internationalen Liszt-Festivals am Geburtsort Franz Liszts in Raiding im Burgenland.